# Wuzu si
Wuzu si (Klasztor Piątego Patriarchy, chiń. 五祖寺) – chiński klasztor buddyjski położony w prowincji Hubei. Jeden z najstarszych klasztorów szkoły chan w Chinach, założony przez Piątego Patriarchę chan Hongrena. Także znany jako Wuzuchan si - klasztor chan Piątego Patriarchy.

## Historia klasztoru
Klasztor ten został wybudowany w 654 roku, za panowania dynastii Tang. Założycielem klasztoru był Piąty Patriarcha chan - Hongren. Położony jest na Wschodniej Górze w powiecie Huangmei. Ponieważ góra ta ma kształt feniksa, nazywana jest także Górą Feniksa. Pierwotnie klasztor nosił nazwę Donsghan si (东山寺) - klasztor Wschodniej Góry. 
W klasztorze tym praktykowali zarówno Yuquan Shenxiu, twórca północnej szkoły chan, jak i Szósty Patriarcha chan - Huineng, twórca południowej szkoły chan. Z tego powodu mówi się o tym klasztorze, jako o "Światowym Domu Przodków".
Klasztor obecnie składa się z czterech głównych budynków, siedmiu mniejszych i kilku pawilonów.

## Obiekty
- brama Yitian
- most Feihong
- główne budynki: Tianwang, Daxiong, Pilu i Zhenshan
- mniejsze budynki i pawilony: (wschodnia strona) Guansheng, Songbai, świątynia Buddy, budynek dla gości, budynek wegetariański, Yanshou (budynek dla mniszek), Jidi (budynek dla mniszek), Huayan (budynek dla mniszek), Chata Mnicha itd., (zachodnia strona) Changchun (budynek dla mniszek), Pałac Cesarzowej, Pawilon Opata, magazyn itd.
- inne obiekty: pagoda Wuzu, staw białego Lotosu, podwyższenia na kazania itd.

## Adres klasztoru
- Wuzu si, Dongshan Mountain, Huangmei County, Hubei 435500, China lub
- Wuzu si, Huangmei Xian, Huanggang, Hubei, China, 435500